# Liste der Biografien/Wof
Liste der Biografien |
Portal Biografien |
Personensuche
# |
A |
B |
C |
D |
E |
F |
G |
H |
I |
J |
K |
L |
M |
N |
O |
P |
Q |
R |
S |
T |
U |
V |
W |
X |
Y |
Z |
?
 
Wa |
Wc |
Wd |
We |
Wh |
Wi |
Wj |
Wl |
Wn |
Wo |
Wr |
Ws |
Wt |
Wu |
Ww |
Wy |
Wz
 
Woa |
Wob |
Woc |
Wod |
Woe |
Wof |
Wog |
Woh |
Woi |
Woj |
Wok |
Wol |
Wom |
Won |
Woo |
Wop |
Wor |
Wos |
Wot |
Wou |
Wov |
Wow |
Wox |
Woy |
Woz
Die Liste der Biografien führt alle Personen auf, die in der deutschsprachigen Wikipedia einen Artikel haben. Dieses ist eine Teilliste mit 9 Einträgen von Personen, deren Namen mit den Buchstaben „Wof“ beginnt.

## Wof

### Wofe
- Wofek, Otto (* 1892), tschechoslowakischer Tennisspieler

### Woff
- Woffinden, Tai (* 1990), britischer Speedwayfahrer und Weltmeister des Jahres 2013
- Woffington, Peg († 1760), irische Schauspielerin
- Woffo von Merseburg († 1058), Eichstätter Domkämmerer und später Bischof von Merseburg (1055–1058)
- Wofford, Harris (1926–2019), US-amerikanischer Jurist und Politiker (Demokratische Partei)
- Wofford, James (1944–2023), US-amerikanischer Vielseitigkeitsreiter
- Wofford, John (1931–2021), US-amerikanischer Reiter
- Wofford, Mike (* 1938), US-amerikanischer Jazzpianist und -komponist
- Wofford, Thomas A. (1908–1978), US-amerikanischer Politiker